# Клане в Паради
Клането в Па дьо Кале е военно престъпление във Франция на 27 май 1940 година.
Извършено е от 3-та и 4-та рота на първи батальон на 3-та СС дивизия Тотенкопф под командването на оберщурмфюрер Фриц Кньохлайн. Убити са 97 беззащитни британски военнопленници.
По време на настъплението към Дюнкерк, в областта около Па дьо Кале, СС дивизия Тотенкопф понася тежки загуби в сраженията срещу британските ариергарди. След като британското настъпление е потушено от СС частите, оцелелите от 2-ри батальон Royal Norfolk на 4-та бригада, 4-та дивизия, от които повечето са ранени, са изправени до стената и разстреляни с 2 тежки картечници. Ако някой от тях впоследствие покажел знак за живот, бил пробождан с байонет или прострелван отблизо.
Двама войници – Уилям О'Калаган и Алберт Пули, са тежко ранени, но оцеляват и след оттеглянето на Вафен СС са откарани в болница.